# Mojados
Mojados è un comune spagnolo di 2 713 abitanti situato nella comunità autonoma di Castiglia e León.